# Johnetta Elzie
Johnetta "Netta" Elzie é uma ativista americana pelos direitos civis. Ela é uma das líderes do grupo ativista We The Protesters e co-editora do boletim de protesto de Ferguson This Is the Movement, junto do ativista DeRay Mckesson.

## Educação
Elzie cresceu na região norte de St. Louis, Missouri, onde sua mãe possuía um salão. Elzie frequentou a Nossa Senhora do Bom Conselho, uma escola particular onde costumava ser a única aluna negra de sua classe. Ela estudou Jornalismo na Universidade do Sudeste do Missouri.

## Ativismo pelos direitos civis
Johnetta se envolveu em ativismo após o homicídio de Michael Brown. No dia 9 de agosto de 2014, através do Twitter, Elzie ficou sabendo da morte de Brown, e como seu corpo havia sido abandonado por horas na rua, a uma curta distância de sua casa de infância. Ainda de luto pela morte recente de sua mãe, Elzie dirigiu até o local da morte de Brown e começou a publicar no Twitter a cena que encontrou. Ela participou de protestos e ajudou na organização de voluntários e doações, além de continuar a documentar os eventos. Em seu livro, They Can't Kill Us All, o repórter do Washington Post Wesley Lowery descreveu Elzie como "a mais proeminente dos jornalistas cidadãos narrando a história de Ferguson."
Elzie participou ativamente dos protestos de Ferguson, Missouri e Baltimore, Maryland. Junto de Mckesson e Samuel Sinyangwe, um cientista de dados, ela criou o "Mapeamento da Violência Policial", projeto de coleta de dados sobre pessoas mortas pela polícia em 2014.
O Los Angeles Times colocou Elzie em sua lista chamada "Os novos líderes de direitos civis: vozes emergentes no século XXI". O New York Times fez um perfil de Elzie e McKesson, colocando-os como líderes do grupo que construiu "o primeiro movimento de direitos civis do país no século XXI." Em janeiro de 2015, The Atlantic a colocou como uma das líderes do movimento Black Lives Matter.
Ela já trabalhou como organizadora de campo da Anistia Internacional.

## Honras
Elzie e McKesson receberam o Prêmio Howard Zinn pela Liberdade de Escrita da filial da PEN em New England em 2015 por seu ativismo.
Eles também foram apontados como duas das 53 pessoas da lista de "Maiores Líderes do Mundo" da Fortune, em 2015.